# Mellanie Fontes-Dutra
Mellanie Fontes Dutra da Silva (Aracaju, 12 de agosto de 1992) é uma neurocientista, biomédica, pesquisadora e professora brasileira. Ganhou notoriedade nas redes sociais, principalmente no Twitter, durante a pandemia da COVID-19 no Brasil desmentindo as "fakes news" contra à ciência e contra às vacinas da COVID-19.

## Carreira
Mellanie se mudou para o Rio Grande do Sul com um ano de idade e, ao longo dos anos, com um profundo interesse por biologia e física desde cedo, demonstrou aptidão nas ciências e nas artes. Após ingressar na Universidade Federal do Rio Grande do Sul (UFRGS) em 2011, no curso de biomedicina, Mellanie canalizou seu entusiasmo para contribuir nas ciências da saúde e pesquisas científicas.
Durante sua trajetória acadêmica, ela se destacou como pesquisadora e participou ativamente de diversas áreas de estudo, especialmente no campo das neurociências. Desde a sua iniciação científica em 2011 no Grupo de Estudos Translacionais sobre o Transtorno do Espectro Autista (GETTEA), ela se envolveu em projetos inovadores, incluindo pesquisa sobre plasticidade neuroglial, modelagem computacional e análise da contribuição de resíduos de aminoácidos em receptores de dopamina.
Seu foco principal concentrou-se no transtorno do espectro autista (TEA), utilizando um modelo animal para investigar seus aspectos sensoriais e circuitaria inibitória nas regiões corticais. Ela também explorou o efeito preventivo de moléculas anti-inflamatórias e anti-oxidantes como uma estratégia de investigação de vias etiológicas e fisiopatológicas intra-útero. Mellanie é reconhecida por suas contribuições significativas em publicações acadêmicas, capítulos de livros e artigos relacionados ao TEA e à neurociência.
Além de seu trabalho de pesquisa, Mellanie se destaca como uma defensora da divulgação científica. Fundadora da Rede Análise, uma iniciativa criada em 2020 para combater a desinformação durante a pandemia, ela se empenha em tornar a ciência acessível e compreensível para o público em geral. Sua influência se estende às redes sociais e plataformas de divulgação científica, onde ela compartilha insights sobre imunologia, virologia e saúde pública, especialmente em relação à COVID-19.
Mellanie foi eleita uma das principais vozes da ciência brasileira no Twitter, em 2020 e 2021, a partir de uma análise realizada pela ferramenta SciencePulse e pelo Instituto Brasileiro de Pesquisa e Análise de Dados (IBPAD). Ainda, recebeu a Comenda do Mérito Biomédico pelo Conselho Federal de Biomedicina (CFBm) e Conselho Regional de Biomedicina - 5ª Região (CRBm-5), em 2021, e a homenagem Biomedico do Ano, em 2022, pelas mesmas entidades. Em 2023, foi nomeada Cidadã de Porto Alegre, pela Câmara dos Vereadores de Porto Alegre.